# Андреев, Фёдор Борисович
Фёдор Бори́сович Андре́ев (16 августа 1966, Воронеж — 30 января 2015, Москва) — президент АК «АЛРОСА» (ОАО), ранее — старший вице-президент ОАО «РЖД». Кандидат экономических наук.

## Биография
В 1989 году окончил Ленинградский государственный университет по специальности «политическая экономия».
Работал:
- 1989—1991 — экономист, ведущий экономист отдела финансирования и кредитования коммерческого банка «Тверь».
- 1991—1992 — ведущий специалист, главный специалист отдела маркетинга и развития Тверского коммерческого торгово-промышленного общества «Тверькоммерция ЛТД».
- 1992—1996 — экономист фондового отдела, старший экономист отдела ценных бумаг, начальник отдела управления пассивами, директор Санкт-Петербургского филиала «Тверьуниверсалбанка».
- 1997—1999 — заместитель председателя правления АООТ КБ «БалтонэксимБанк».
- 1999—2001 — председатель Правления ОАО (КБ) «БалтонэксимБанк».
- 2002—2003 — первый вице-президент АК «АЛРОСА», курировал финансово-экономическое направление.
- 2003—2005 — вице-президент ОАО «РЖД».
- 2005—2009 — старший вице-президент ОАО «РЖД», отвечал за экономическую и финансовую политику компании. Курировал санацию банка «КИТ Финанс», который создал и довел до банкротства его бывший коллега, бизнес-партнер и друг Александр Винокуров
- 2009—2014 президент АК «АЛРОСА», сменив на этом посту Сергея Выборнова.

За время работы в АЛРОСА, Андреев смог вывести компанию из кризисного состояния (на компании были огромные долги и невыплаченные зарплаты, резко упал спрос на алмазы), провёл её IPO на Московской бирже и сделал компанию одним из лидеров мирового рынка. При нём начались разработки месторождения Ломоносова в Архангельской области, открыты ГОК в Архангельске и рудник Удачный.
22 сентября 2014 года уволился по «медицинским обстоятельствам». 30 января 2015 года в Москве скончался.

## Семья
Был женат, имел двух дочерей и сына.